# Mapei
Die Mapei S.p.A. (Eigenschreibweise: MAPEI) ist ein international tätiger italienischer Produzent bauchemischer Produkte für die Verlegung von Wand- und Bodenbelägen.
Der Name Mapei ist ein Akronym für „Materiali Ausiliari Per l'Edilizia e l'Industria“ (deutsch: „Hilfsmaterialien für Bauwesen und Industrie“).
Derzeit besitzt die Mapei-Gruppe 93 Werke und 36 Forschungszentren in 36 Ländern mit rund 12.500 Mitarbeitern. Der Gesamtumsatz des Unternehmens betrug im Jahr 2023 rund 4,2 Milliarden Euro.

## Geschichte
Am 12. Februar 1937 gründete Rodolfo Squinzi, neuntes von elf Kindern, am Stadtrand von Mailand die Firma Mapei. Mit drei Angestellten wurden zu Beginn farbige Putze und Materialien für die Innenverkleidung von Wohngebäuden, Krankenhäusern und Flughäfen hergestellt.
Nach dem Zweiten Weltkrieg konzentrierte sich Mapei auf Klebstoffe für das Bauwesen, besonders auf Fliesenkleber. Rodolfo Squinzi sorgte, später gemeinsam mit seinem Sohn Giorgio, einem promovierten Chemiker, für die Verbesserung der Produkte. Die Investitionen in Forschung und Entwicklung waren die Basis für die beginnende Internationalisierung des Unternehmens, die 1978 mit der Gründung einer Niederlassung in Kanada ihren Anfang nahm. Die Expansion auf fünf Kontinenten wurde in den Folgejahren weitergeführt und durch die Gründung von Produktionsstätten an strategisch günstig gelegenen Orten des Weltmarktes konkretisiert. 
Von 1993 bis 2002 sponsorte Mapei ein professionelles Radsportteam, das Team Mapei-Quick Step.
Weltweit werden täglich rund 25.000 Tonnen bauchemischer Produkte produziert und damit ca. 66.000 Kunden beliefert.

## Mapei  Deutschland

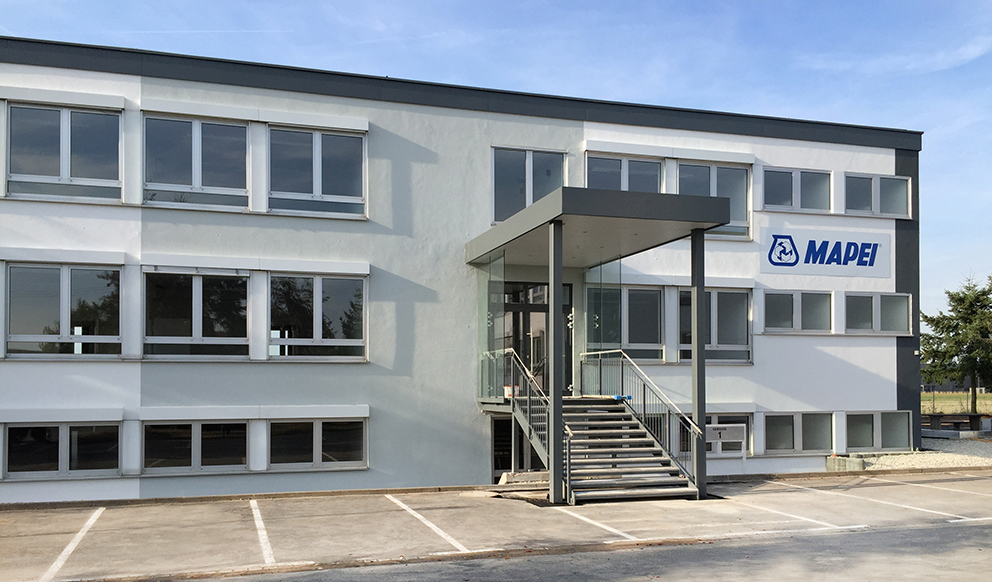
Zentrale der Mapei GmbH in Großostheim

Der Firmensitz von Mapei Deutschland befindet sich im bayerischen Großostheim, die Produktion befindet sich in Weferlingen/Sachsen-Anhalt. Geschäftsführer in Deutschland ist Uwe Gruber.
In Deutschland ist Mapei mit drei Tochtergesellschaften aktiv. Diese sind die Rasco Bitumentechnik in Augustdorf, die Sopro Bauchemie in Wiesbaden und die Mapei GmbH in Großostheim. Letztere ist seit den 1990er Jahren am Markt und hat rund 200 Beschäftigte. Dazu gehört eine Produktionsstätte in Weferlingen (Sachsen-Anhalt).
Mapei bietet in Deutschland ein Sortiment bauchemischer Produkte für die Bereiche Fliesen- und Natursteinverlegung, Fußbodentechnik, Baustoffe und Betonzusatzmittel an. Dazu zählen Produkte zur Verlegung von Keramik und Naturstein ebenso wie Produkte zur Verlegung textiler und elastischer Bodenbeläge. Dazu kommen Produkte zur Verlegung leitfähiger Beläge, Klebstoffe für Parkett, aber auch Estrichbindemittel und Schnellestriche.

## Forschung und Entwicklung

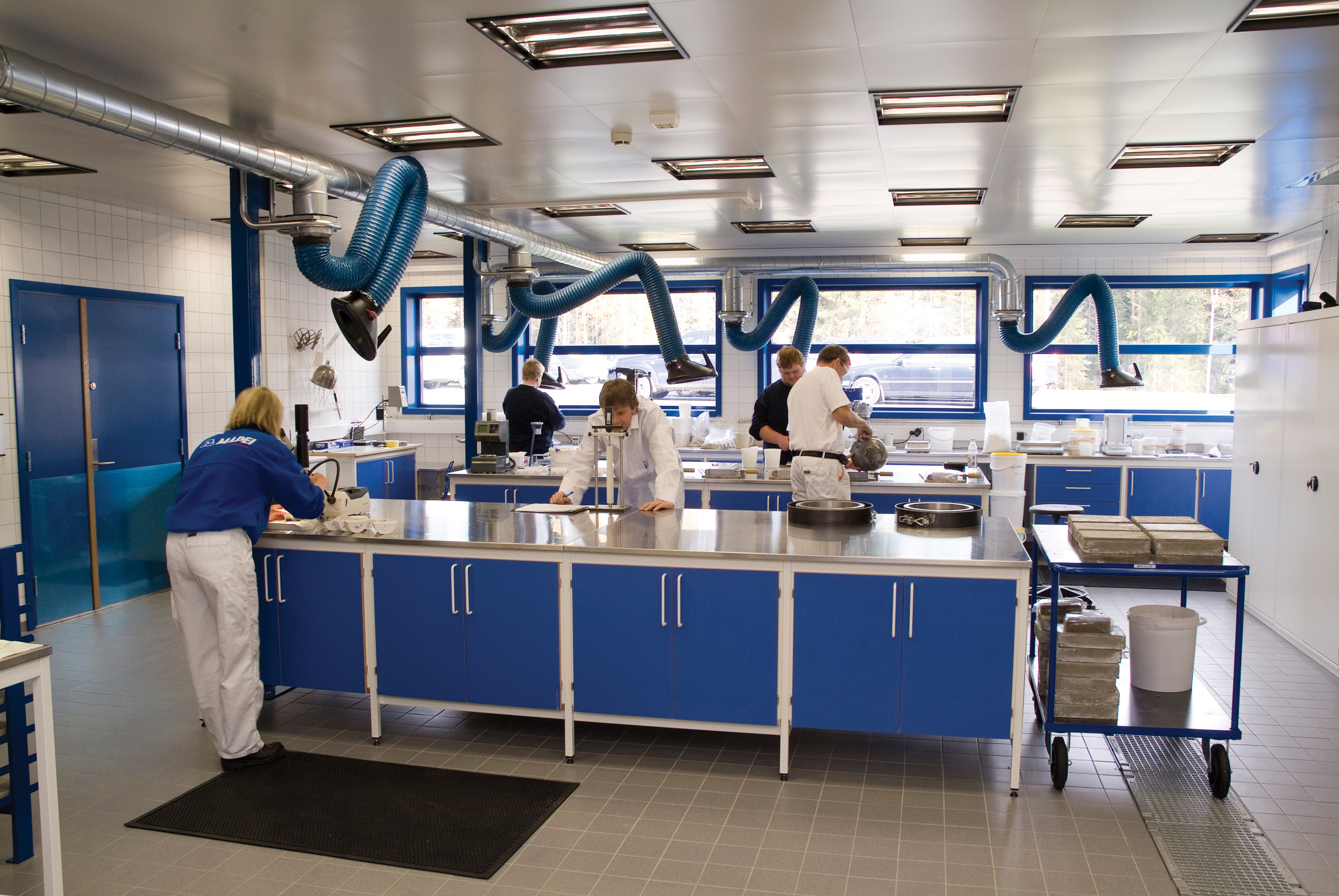
Mapei Forschungslabor in Norwegen

In Forschung und Entwicklung sind weltweit in 31 Zentren über 1000 Mitarbeitern beschäftigt, um Lösungen für den Bau zu entwickeln. Jährlich investiert Mapei ca. 5 % des Umsatzes im Bereich der Forschung und Entwicklung. Davon werden rund 70 % für die Entwicklung nachhaltiger Produkte und Systeme verwendet.
Aus diesem Grund hat Mapei den Fokus seiner Forschung auf die Entwicklung von sicheren Produkten für Umwelt, Verarbeiter und Endnutzer gerichtet. Beispiel hierfür sind die Produkte der ECO-Linie, das „Emicode EC1 - sehr emissionsarm“-Logo tragen. Unter dem Stichwort „Green Innovation“ hat Mapei zudem eine weltweite Initiative für nachhaltiges Bauen gestartet. Ein  Kriterium in diesem Prozess stellen die verschiedenen Bewertungssysteme für nachhaltiges Bauen dar. Zu den bekanntesten zählt das amerikanische LEED-System, das Gebäude nach einem Punkteschema bewertet. Die Bedeutung dieser Bewertungssysteme zeigt sich darin, dass institutionelle Anleger aus der Finanzbranche   vorzugsweise in zertifizierte Gebäude investieren, um so das Risiko zu minimieren.